# Brya
Brya es un género de plantas con flores con diez especies perteneciente a la familia Fabaceae. Comprende 11 especies descritas y de estas, solo 6 aceptadas.

## Taxonomía
El género fue descrito por Abraham Gagnebin y publicado en The Civil and Natural History of Jamaica in Three Parts 299. 1756. La especie tipo es: Brya ebenus (L.) DC.

## Especies aceptadas
A continuación se brinda un listado de las especies del género Brya aceptadas hasta abril de 2013, ordenadas alfabéticamente. Para cada una se indica el nombre binomial seguido del autor, abreviado según las convenciones y usos:
- Brya buxifolia (Murray) Urb.
- Brya chrysogonii Leon & Alain
- Brya ebenus (L.) DC.
- Brya hirsuta Borhidi
- Brya microphylla Bisse
- Brya subinermis Leon & Alain